# Harpoon (протикорабельна ракета)
AGM/RGM/UGM-84 «Гарпун» (англ. AGM/RGM/UGM-84 Harpoon — Гарпун) — американська протикорабельна ракета, одна з найпоширеніших у світі. Розроблена та випускалася компанією McDonnell Douglas, наразі випускається компанією Boeing Defense, Space & Security. 2004 року виробником була поставлена 7-тисячна ракета з моменту введення її в експлуатацію в 1977 році. На її основі була створена ракета для враження наземних цілей AGM-84E SLAM.
«Гарпун» має активну радіолокаційну систему самонаведення та наднизьку траєкторію польоту. Для запуску ракети можуть використовуватися такі платформи:
- літаки (AGM-84, варіант без твердопаливного прискорювача)
- надводні кораблі (RGM-84, варіант з твердопаливним прискорювачем, який від'єднується в польоті після вироблення пального)
- підводні човни (UGM-84, варіант з твердопаливним прискорювачем та упаковкою в спеціальний контейнер, що дозволяє підводний пуск через торпедний апарат);
- берегові пускові установки (варіанти ракети з твердопаливним прискорювачем).

## Історія створення
«Гарпун» веде свою історію з 1965 року, коли Військово-морські сили США почали вивчати можливість створення ракети для враження підводних човнів, які пливуть на поверхні. При цьому дальність пуску ракети мала складати 45 км. Проєкту була присвоєна кодова назва «Гарпун». Але пріоритети програми змінилися в 1967 році, коли ізраїльський есмінець «Ейлат» був потоплений двома ПКР П-15 «Терміт», випущеними з двох єгипетських ракетних катерів проєкту 183Р. Цей випадок показав ефективність такого виду зброї як протикорабельна ракета. Тому основним завданням проєкту «Гарпун» стала боротьба з надводними кораблями. Офіційно роботи над новою ПКР почалася в 1968 році, а в 1970 ракеті було присвоєно назву ZAGM-84A. 21 червня 1971 року розробка та виготовлення установчої партії ПКР «Гарпун» було доручено компанії McDonnell Douglas. Спочатку носіями ракети мали виступати суто патрульні морські літаки, але згодом було вирішено створити три варіанта ПКР: для авіації, надводних кораблів та підводних човнів, вони отримали позначення AGM-84A, RGM-84A и UGM-84A відповідно. Перший випробувальний запуск ракети відбувся в жовтні 1972 року. Під час своїх перших запусків «Гарпун» був оснащений твердопаливним ракетним двигуном. Але через вимоги збільшити дальність польоту до 90 км, розробник вирішив оснастити ракету турбореактивним двигуном Teledyne/CAE J402.
Серійний випуск ПКР «Гарпун» розпочався в 1975 році, а через два роки, в 1977-му корабельна версія ракети, RGM-84, була офіційно прийнята на озброєння ВМС США. В 1979 році на озброєння поступив авіаційний варіант ПКР — AGM-84. Спочатку нею оснащувалися лише морські патрульні літаки P-3 Orion, але надалі як носії нової ПКР почали застосовуватися інші літаки, навіть стратегічний бомбардувальник B-52H. Всього в програму створення ПКР «Гарпун» було вкладено $320.7 млн.

## Опис ракети
«Гарпун» є універсальною протикорабельною ракетою, яка може застосовуватися надводними кораблями, підводними човнами та літальними апаратами. Можливість польоту на наднизькій висоті, активна радіолокаційна головка самонаведення та потужна боєголовка роблять «Гарпун» ефективною зброєю проти надводних цілей.
Конструктивно «Гарпун» складається з чотирьох частин. Носову частину ракети складає головний (приладовий) відсік, далі за ним йде бойова частина, маршовий двигун та хвостовий відсік.
В приладовому відсіку знаходяться системи наведення та управління польотом ракети, він покритий спеціальним радіопрозорим ковпаком. Наведення ракети здійснюється за допомогою активної радіолокаційної головки самонаведення AN/DSQ-28, яка забезпечує самостійний пошук, захоплення і наведення на ціль. Дальність виявлення цілі типу есмінець становить 40 км в ясну погоду та 23 км в дощову, а цілі типу ракетний катер — 18 і 10 км відповідно. Головка самонаведення вмикається на попередньо заданій ділянці польоту. А для захисту від систем радіоелектронної протидії вона має стрибаючу робочу частоту, яка міняється у випадковій закономірності. На початковій та маршовій (підлітній) ділянках траєкторії керування польотом здійснюється в автоматичному режимі за допомогою навігаційної системи, радіовисотоміра та цифрової ЕОМ.
Бойова частина проникаючого типу WDU-18/B має вагу 222 кг та довжину 0,9 м. Вона встановлена на всіх модифікаціях ракети за винятком AGM-84H/K, яка оснащується боєголовкою WDU-40/B, вагою 360 кг. Для захисту боєголовки від руйнування при зустрічі з перешкодою, корпус боєголовки виготовлений із сталі. Підрив 97,5 кг вибухівки DESTEX, що містяться в боєголовці ракети, відбувається не відразу, а з деякою затримкою, для того щоб вибух відбувся всередині корабля.
За боєголовкою ракети встановлений паливний бак та маршовий реактивний двигун Teledyne CAE J402, який має тягу 300 кгс (2,9 кН) і забезпечує ракеті швидкість 855 км/год. Для роботи двигуна використовується паливо JP-10.

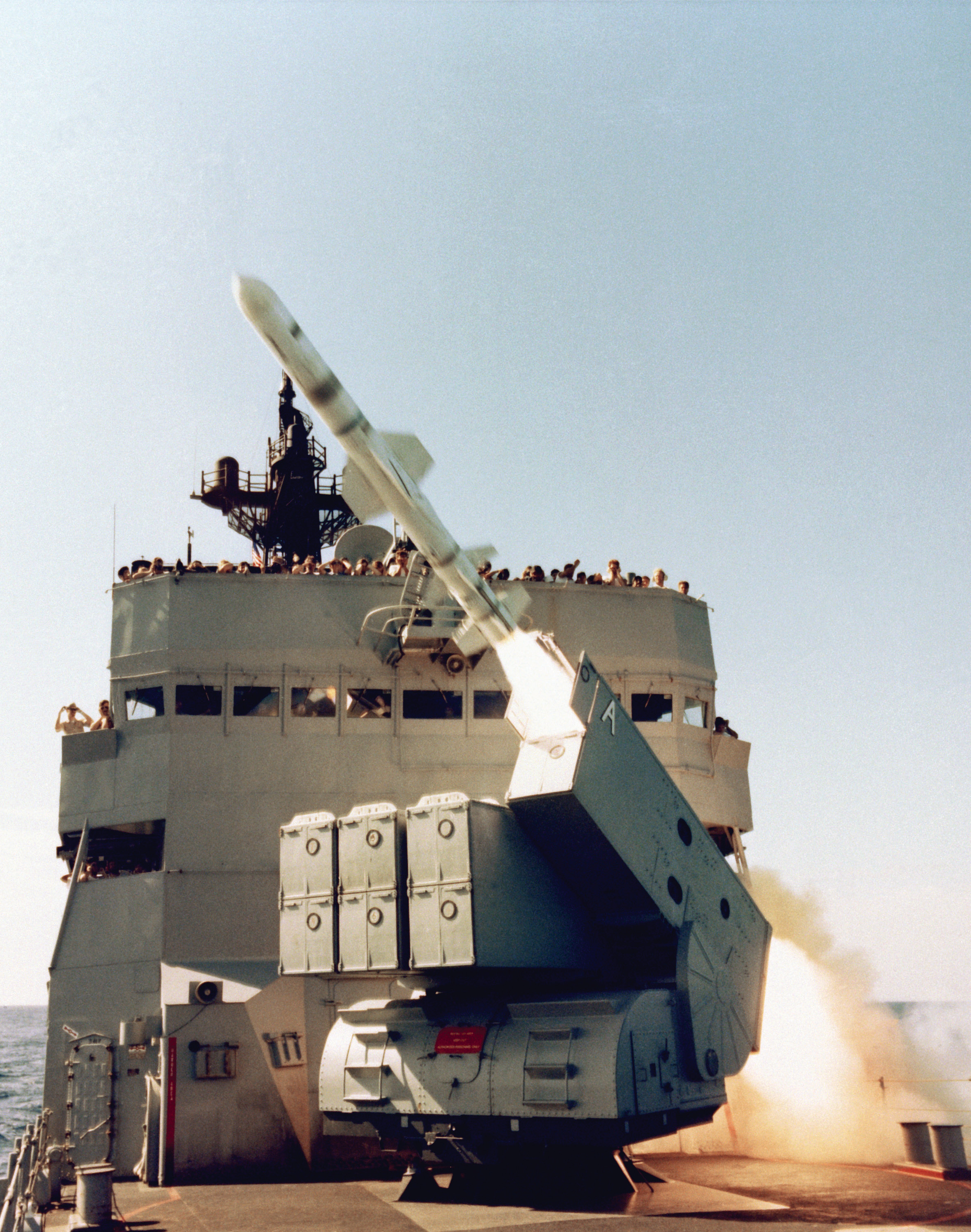
Запуск RGM-84 Harpoon за допомогою пускової установки ASROC з борту фрегата «BADGER» ВМС США. (1.07.1980)

На ракетах RGM/UGM-84 застосовується стартовий твердопаливний прискорювач A/B44G-2 або -3, який розміщений в хвостовій частині ракети і забезпечує тягу 53 кН, працюючи протягом 2,9 секунди. Також в хвостовій частині розміщені механізми та приводи чотирьох кермів керування, які по сигналам автопілота можуть забезпечувати поворот на ±30 градусів.
ПКР «Гарпун» може бути запущена з бомбових тримачів AERO-65 та AERO-7/A, контейнерів MK 6, MK 7 (протиударний) та MK 12 (товстостінний), корабельних пускових установок MK 8, MK 112 ASROC та MK 116 TARTAR, або з торпедних апаратів підводних човнів.
Існує два варіанти застосування ПКР: пуск по пеленгу та дальності та пуск по дальності. Перший режим застосовується, якщо відоме місце знаходження корабля, при цьому включення радіолокаційної головки самонаведення відбувається на заключному етапі польоту. Такий спосіб дозволяє ракеті довший час залишатися непоміченим для систем ППО/ПРО ворожого корабля. Другий варіант застосовується тоді, коли невідомо точне місце знаходження цілі. В цьому випадку ракета запускається в напрямку ймовірного перебування цілі, а головка самонаведення активізується на початковому етапі польоту і самостійно здійснює пошук цілі. Але в такому випадку противник може виявити випущену по ньому ракету значно раніше, ніж в першому варіанті. Якщо ціль не буде знайдена, ракеті може бути віддана команда на самоліквідацію.

## Варіанти та модифікації ракети

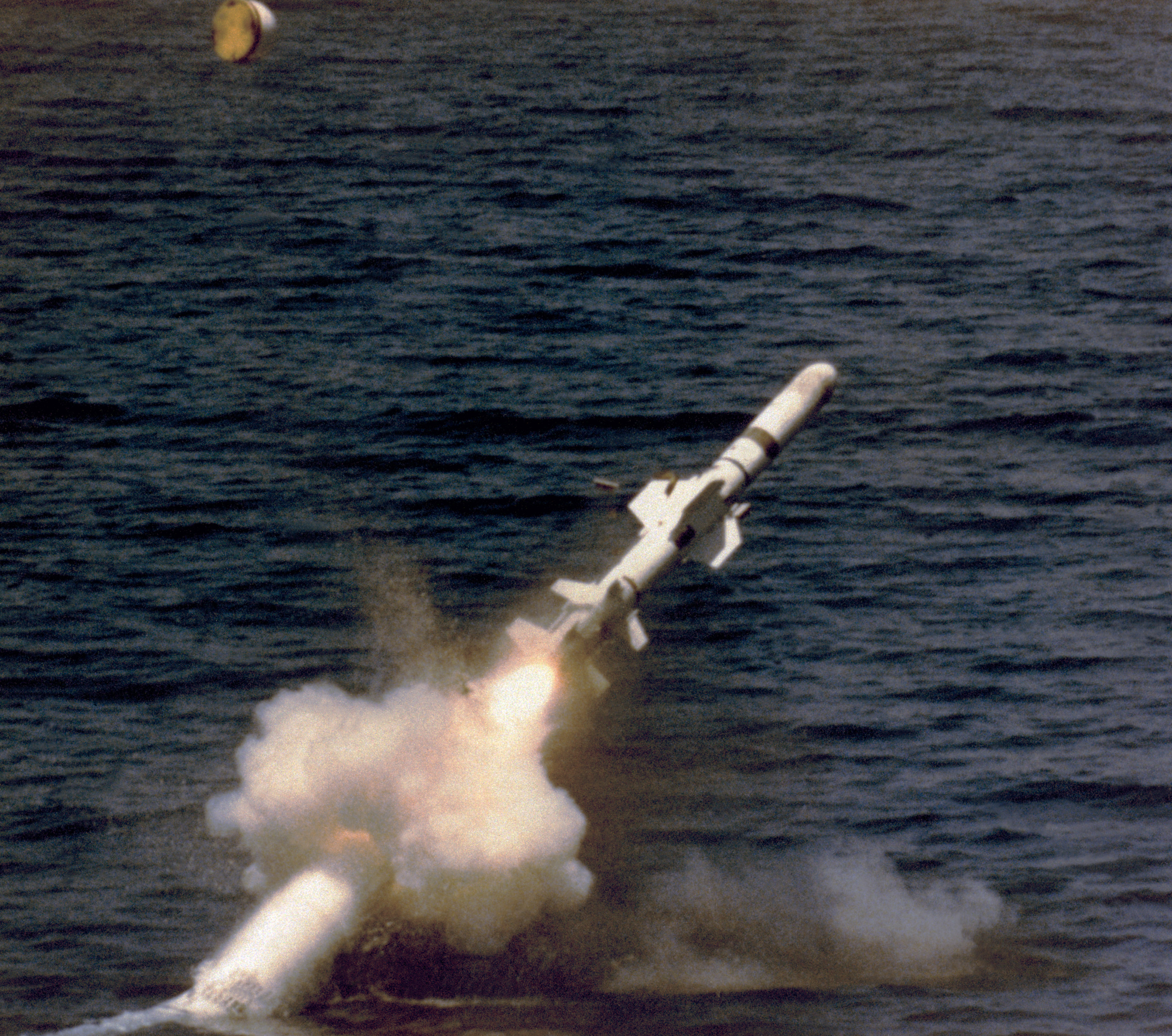
Пуск ПКР «Гарпун» з підводного човна

AGM/RGM/UGM-84А — початкова версія ракети з максимальною дальністю польоту 140 км. Здатна атакувати цілі лише в режимі пікірування.
ATM/RTM/UTM-84А — перша тренувальна версія ракети, оснащена інертною бойовою частиною.
UGM-84B — версія ракети для підводного запуску, розроблена спеціально для ВМС Великої Британії. Від UGM-84A відрізняється, насамперед, меншою висотою польоту, що робить її менш вразливою для корабельних систем ППО/ПРО. Тренувальна версія ракети насить назву UTM-84B.
AGM/RGM/UGM-84C (заводське позначення Harpoon Block 1B) — вдосконалена версія базової модифікації, яка відрізняється меншою висотою польоту та не здійснює «підскоку» перед ціллю, атакуючи її на наднизькій висоті. Перші ракети були поставлені ВМС США в червні 1982 року. Навчальна версія ракети дістала назву ATM/RTM/UTM-84C.
AGM/RGM/UGM-84D (Harpoon Block 1С) — модифікація ракети зі збільшеною дальністю польоту (для AGM-84D вона склала 220 км). Це стало можливим через заміну палива JP-6 на JP-10. Нова модифікація ПКР має більш стійкі до засобів радіоелектронної протидії системи пошуку та наведення. З'явилася можливість вибирати спосіб атаки («підскок» або підхід на надмалій висоті) на ділянці самонаведення. Ракета отримала нову систему управління вогнем AN/SWG-1A, що дозволило програмувати політ через декілька точок. Політ по непрямій траєкторії дозволяє приховати місце знаходження корабля з якого була випущена ракета. Модифікація Block 1С була прийнята на озброєння в 1985 році. Навчальна версія ракети дістала назву ATM/RTM/UTM-84D
AGM-84E (Harpoon Block 1E SLAM) — створена на базі ПКР «Гарпун» ракета класу «повітря — поверхня». Під час розробки ракети було використано корпус, двигун та бойову частину «Гарпуна». В той же час SLAM оснащено тепловізійною головкою наведення WGU-10/B, яка взята з ракети AGM-65 Maveric та системою передачі даних від керованої авіабомби AGM-62 Walleye. З'явилася можливість корегувати курс польоту ракети за допомогою системи глобального супутникового позиціонування (GPS). Максимальна дальність польоту ракети становить 93 км. ЇЇ розробка почалася в 1986 році, а експлуатаційної готовності ракета досягла в 1990 році.
RGM-84/AGM-84F (Harpoon Block 1D) — модифікація ПКР «Гарпун» зі збільшеною максимальною дальністю польоту до 315 км та можливістю повторно атакувати ціль у випадку промаху. Крім того, якщо ракета не змогла виявити ціль, то вона переходила на траєкторію польоту, яка описує «вісімку» і здійснювала пошук кораблів противника до повного вироблення пального. Зростання дальності польоту призвело до збільшення довжини ракети та зростання її маси, що унеможливлювало її застосування з підводних човнів. Розробка ракети розпочалася в 1989 році, перший випробувальний пуск було здійснено у вересні 1991 р. Спочатку керівництво американських ВМС планувало модифікувати більшість Harpoon Block 1С у варіант Block 1D, але в 1993 році від цих планів відмовились, а розробка нової версії ракети була припинена.
AGM-84/RGM-84/UGM-84G (Harpoon Block 1G) — вдосконалена версія ракети з можливостями Block 1D, за винятком максимальної дальності польоту, яка залишилася такою як і в Block 1С. Крім того нова версія ракети має кращий захист від систем радіоелектронної протидії противника. Block 1G виготовлялися шляхом модернізації раніше випущених ракет модифікації Block 1С.
AGM-84H SLAM-ER (Stand-off Land Attack Missile — Expanded Response) — покращений варіант ракети класу «повітря — поверхня» SLAM. Від попередньої версії відрізняється збільшенням максимальної дальністі пуску, яка становить 280 км. Це стало можливим завдяки встановленню стріловидних крил, які розгортаються в польоті. Таке нововведення допомогло не тільки збільшити дальність польоту, а і значно покращити маневрені характеристики ракети. Ракета отримала нову систему наведення AN/DSQ-61, яка дозволяє оператору бачити ціль в режимі реального часу. Це гарантує високу точність влучання та дає можливість перенацілювати ракету на заключному етапі польоту. Розробка SLAM-ER розпочалася в 1994 році, а перші поставки замовнику (ВМС США) відбулися в квітні 1998, але експлуатаційна готовність ракети була досягнута лише в березні 2000 року. Існує три навчальні версії ракети, які носять позначення ATM-84H (з телеметричним обладнанням AN/DKT-81), CATM-84H та DATM-84H.
AGM-84/RGM-84J (Harpoon 2000) — запропонований в 1996 році компанією McDonnell Douglas модернізований варіант ПКР «Гарпун». Це мала бути універсальна версія ракети, зі здатністю вражати як надводні так і наземні цілі. Harpoon 2000 відрізнялася цілим рядом нововведень: сучасна супутнико-інерціальна система, нова радіолокаційна головка самонаведення з покращеною перешкодозахищеністю та радіолокаціна рельєфометрична система, що дозволяє здійснювати політ понад сушею на надмалій висоті. Але пропозиція не зацікавила американських військових і програма Harpoon 2000 була згорнута, хоча напрацювання по ній використовувались при розробці Harpoon Block II та AGM-84/RGM-84L.
AGM-84K — вдосконалений варіант AGM-84H SLAM-ER. Випробування нової версії ракети розпочалося на початку 2001 року, а експлуатаційна готовність була досягнута в липні 2002. До цієї версії були вдосконалені всі AGM-84H, які стояли на озброєнні ВМС США. Тренувальні варіанти ракети носять позначення ATM-84K та CATM-84K.
AGM-84/RGM-84L — експортний варіант ракети, який створений на базі RGM-84G. Для його розробки широко використовувалися напрацювання по програмі «Harpoon 2000». RGM-84L була закуплена ОАЕ, Єгиптом, Республікою Корея і Тайванем. AGM-84L поставлялася в Індію та Республіку Корея.
Harpoon Block II — найбільш досконалий варіант ракети, який стоїть на озброєнні. Від попередніх версій відрізняється, насамперед, можливістю атакувати як морські, так і наземні цілі. Серед них об'єкти берегової оборони, зенітно-ракетні комплекси, літаки на аеродромах, портові споруди, промислові об'єкти та кораблі в порту. Це стало можливим завдяки оснащенню ракети системою JDAM (Joint Direct Attack Munition), новим бортовим комп'ютером та супутнико-інерціальною системою навігації GPS/INS. Розміри ракети дозволяють розгорнути її на будь-яких платформах, які використовують ПКР «Гарпун». До рівня Block II була модернізована частина ракет більш ранніх модифікацій.
AGM-84/RGM-84M (Harpoon Block III) — варіант ракети для ВМС США, який розроблявся на основі AGM-84/RGM-84L. Передбачалося, що ракета буде оснащена двостороннім каналом передачі інформації, який дозволить випущеним ракетам атакувати ціль з різних напрямків (так звана багатовекторна атака). Спочатку планувалося модернізувати до рівня RGM-84M 850 ПКР «Гарпун» більш ранніх версій, які стояли на озброєнні американського флоту. Ракета мала досягнути експлуатаційної готовності в 2011 році. Але в квітні 2009 року від цих планів відмовились на користь розробки нової ПКР великої дальності LRASM.

## Бойове застосування
Перше бойове застосування ПКР «Гарпун» відбулося 28 листопада 1980 року під час ірано-іракської війни. 28-29 листопада 1980 року іранські ВМС проводили операцію «Морварід» (з перської — перлина) з метою нейтралізувати іракський флот в Перській затоці. Під час цієї операції два іранські ракетні катери класу «Каман» (Paykan та Joshan) заблокували іракські порти Умм-Каср та Ель-Фао. У відповідь іракці атакували їх силами 8 торпедних катерів типу P-6 та 5 ракетних катерів проєкту 205. Іранські катери випустили по противнику дві ракети «Гарпун», внаслідок чого два іракські ракетні катери були потоплені. Але ті катери, що залишилися, випустили по Paykan дві ПКР П-15 «Терміт» і потопили його. Після цього на поле бою прибула пара винищувачів-бомбардувальників F-4 Phantom II (кожен ніс по 6 ракет «повітря — земля» AGM-65 Maverick), яка за один виліт потопила 3 ракетних та 4 торпедних катери іракців.
Наступний випадок бойового застосування «Гарпунів» пов'язаний подіями в затоці Сидра. 23 березня 1986 року група із трьох американських кораблів на чолі з крейсером USS Yorktown (CG-48) під прикриттям авіації увійшла в затоку, яку Муаммар Каддафі оголосив територіальними водами Лівії. Наступного дня, 24 березня, американці засікли кілька лівійських патрульних кораблів, які з високою швидкістю наближалися до них. Раніше Каддафі погрожував знищити будь-яке судно, яке увійде в затоку. Враховуючи це, американці вирішили атакувати лівійські кораблі. З борту крейсера «Йорктаун» було запущено дві ПКР «Гарпун». Спочатку повідомлялося, що ракети успішно вразили цілі, але пізніше Пентагон офіційно заявив, що пуски, скоріше всього, були невдалими та ракети не завдали жодної шкоди противнику. Ще один «Гарпун» був запущений штурмовиком A-6 Intruder з ескадрильї VA-34 по лівійському ракетному катеру класу La Combattante IIa, внаслідок чого він дістав серйозні пошкодження і в той же день був добитий A-6 Intruder із VA-85 за допомогою касетних бомб CBU-100
Найбільш масштабний бій із застосуванням ракет «Гарпун» відбувся 18 квітня 1988 року під час проведення американським флотом операції «Богомол». На початку операції американці знищили дві іранські нафтові платформи, у відповідь іранські війська атакували американські кораблі в Перській затоці. Першим у бій вступив ракетний катер Joshan (типу La Combattante IIa), який наблизився до американського з'єднання із трьох кораблів на чолі з крейсером USS Wainwright (CG-28) і випустив по ньому ПКР «Гарпун». Але за допомогою засобів радіоелектронної боротьби американці змогли відхилити ракету. Після цього по іранському катеру було випущено три зенітні ракети «Standard», які вивели його із ладу, але він ще залишався на плаву. Щоб потопити катер, з фрегата USS Bagley (FF-1069) було випущено один «Гарпун», але через те, що від катера залишився лише корпус, ракета не змогла розпізнати ціль і промахнулася. Тому катер був потоплений за допомогою корабельної артилерії.

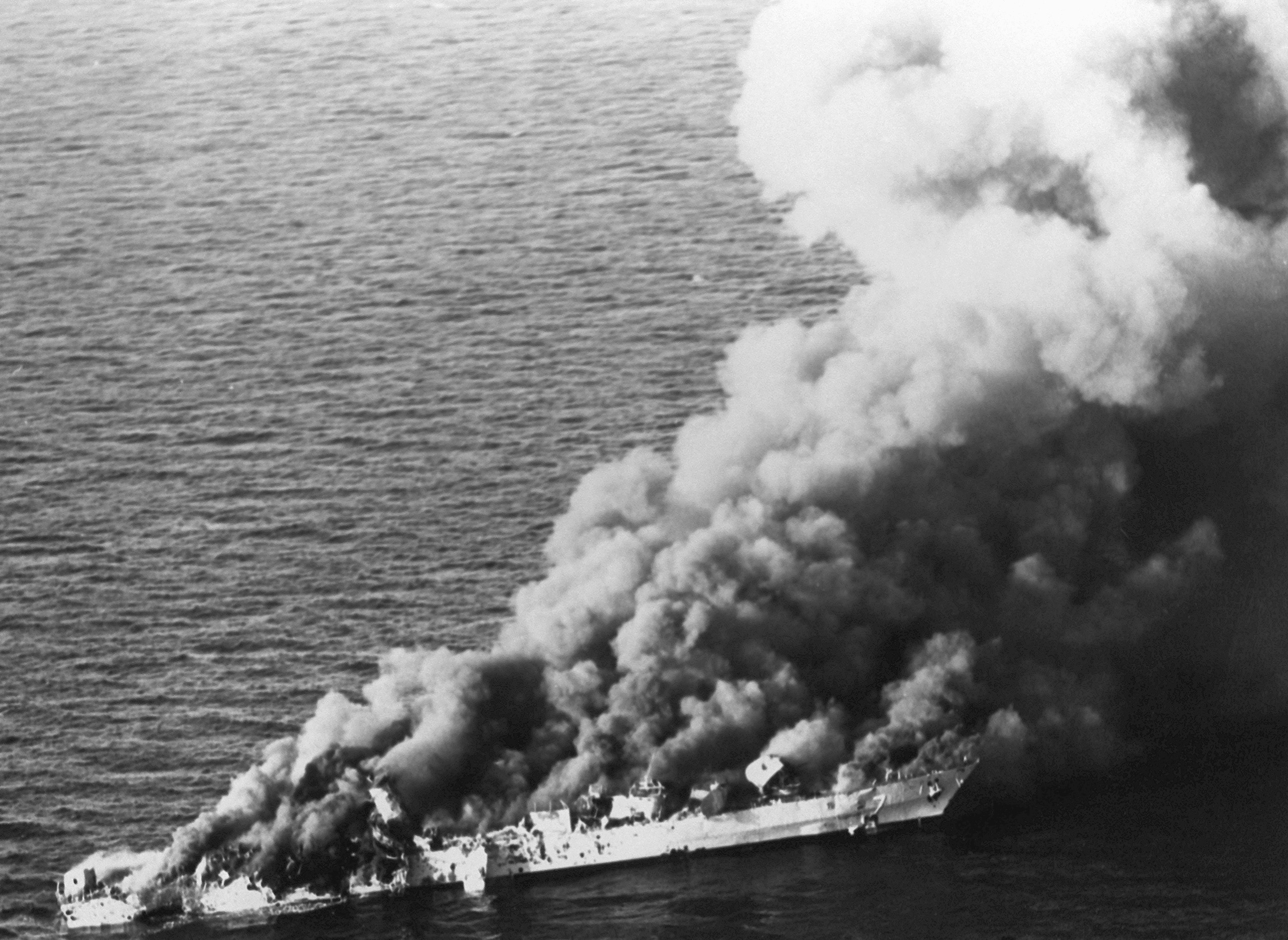
Іранських фрегат «Саханд» палає після влучання в нього трьох ПКР Гарпун та кількох авіабомб

Пізніше американці засікли два іранських фрегати «Саханд» і «Сабалан» (обидва належали до типу "Алванд", які прямували до поля бою. Для атаки на іранські кораблі, з борту авіаносця USS Enterprise (CVN-65) в повітря було піднято декілька штурмовиків A-6Е Intruder з ескадрильї VA-95 та відправлено есмінець USS Joseph Strauss (DDG-16). Першим під удар потрапив «Саханду», два штурмовики випустили по фрегату дві ПКР «Гарпун» та скинули на нього чотири бомби з лазерним наведенням "Skipper", ще один «Гарпун» був випущений з борту есмінця «Joseph Strauss». Всі три ракети та частина бомб влучили в ціль і корабель був потоплений. Після «Саханда» був атакований і «Сабалан», в нього влучили кілька авіабомб, внаслідок чого фрегат зазнав серйозних пошкоджень і був відбуксований в порт.
Крім бойових і навчальних пусків ПКР «Гарпун» відомі й факти їхнього мимовільного запуску. Наприклад, 14 липня 1981 року під час військових навчань американського флоту, з борту есмінця USS Coontz (DDG-40) за 110 км від островів Санта-Круз, був мимовільно запущений «Гарпун». В результаті інциденту нікому не було заподіяно шкоди, а уламки ракети так і не були знайдені. Інший подібний випадок трапився 6 вересня 1982 року з данським фрегатом "Peder Skram" під час військових маневрів в затоці Каттегат. Ракета пролетіла 34 км на надмалій висоті, розірвавши кілька ліній електропередач, зачепила дерева та впала в рекреаційній зоні Lumsås на острові Зеландія. В результаті падіння ракета вибухнула, зруйнувавши 4 та пошкодивши 130 літніх котеджів, людських жертв не було. Причиною мимовільного запуску стала технічна несправність ракети, тому виробник погодився відшкодувати всі заподіяні збитки.
Станом на березень 2013 року було вироблено 7300 ПКР «Гарпун» різних модифікацій, ракети постачалися до 28 країн світу. Всього «Гарпуни» використовують понад 600 військових кораблів, 180 субмарин, 12 типів бойових літаків та декілька типів берегових пускових установок.

### Російсько-українська війна

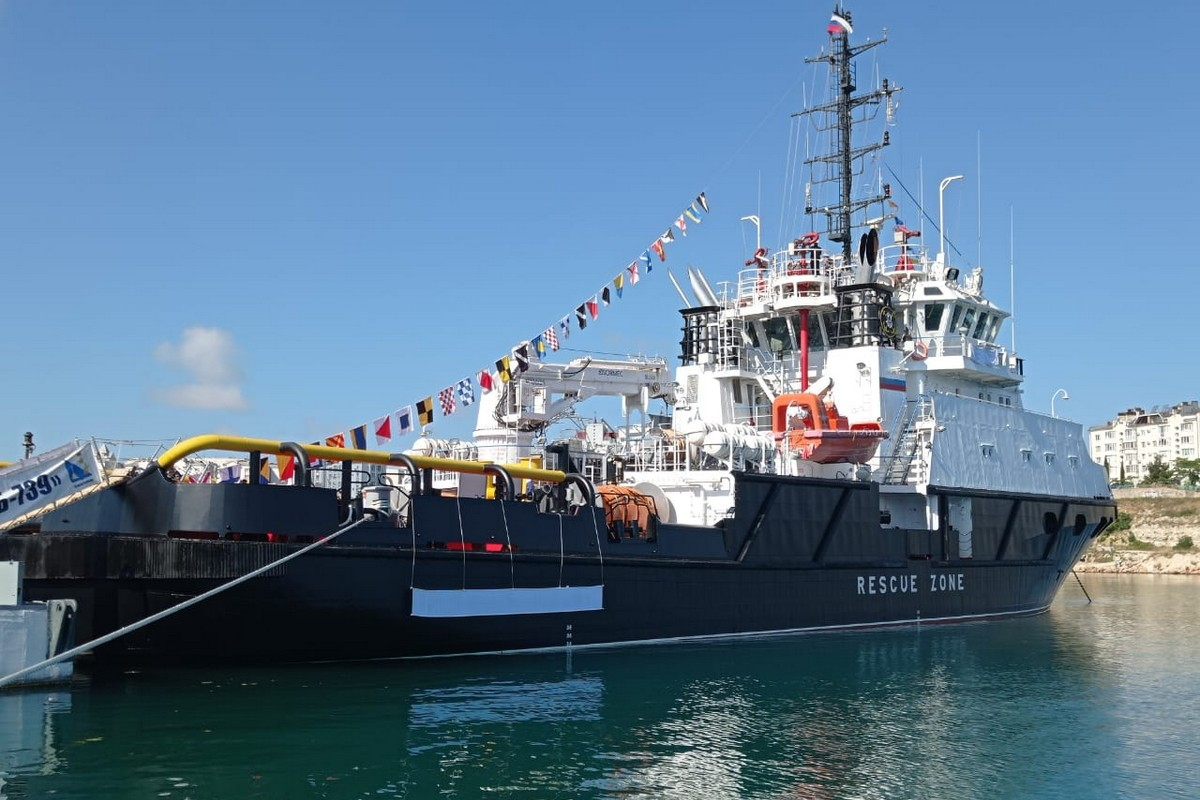
«Василий Бех» у Стрілецькій бухті окупованого Севастополя, червень 2021 року

17 червня 2022 року в акваторії Чорного моря двома ракетами «Гарпун» було уражено рятувальне буксирне судно російського чорноморського флоту «Василий Бех», який перевозив на захоплений острів Зміїний озброєння та боєприпаси. На борту буксира знаходився зенітно-ракетний комплекс «Тор», який був призначений для вирішення завдань протиповітряної і протиракетної оборони буксира.
За припущенням Мілітарного, це перший випадок застосування ВМСУ у Чорному морі протикорабельних ракет «Гарпун» проти загарбників. США підтвердили, що удар по російському буксиру завдали саме протикорабельною ракетою «Гарпун». Проте, за даними журналіста Андрія Цаплієнка буксир був уражений ракетою «Brimstone». Відео з ураженням буксиру, яке з'явилося в Інтернеті, свідчить, що момент ураження ворожого судна було зафіксовано безпілотником Bayraktar TB2. Того ж дня, за даними голови Одеської ОВА Максима Марченка, підбите судно «Василий Бех» затонуло.
При цьому, навіть станом на серпень 2023 року у відкритих джерелах відсутні фото та відео пускових установок протикорабельних ракет «Гарпун».

## Оператори
Австралія

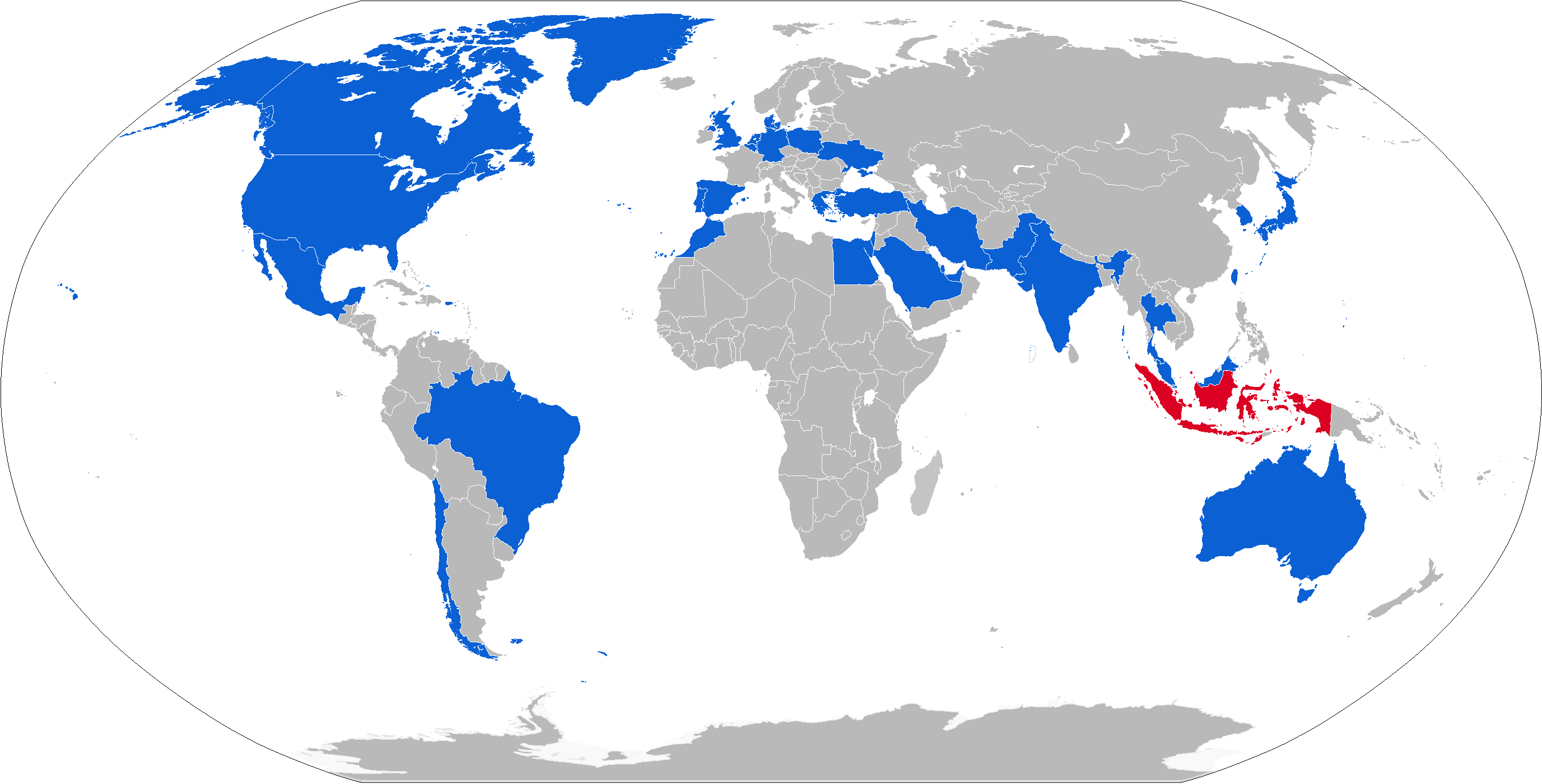
Країни-оператори ПКР Harpoon
Поточні
Колишні

- Королівські Австралійські військово-повітряні сили
  - винищувачі-бомбардувальники F/A-18 Hornet
  - винищувачі-бомбардувальники F/A-18F Super Hornet
  - морські патрульні літаки AP-3C Orion
- Королівський австралійський військово-морський флот
  - фрегати класу Аделаїда
  - фрегати класу Anzac[en]
  - дизель-електричні субмарини класу Collins[en]

 Бельгія
- Військово-морські сили Бельгії
  - фрегати класу Karel Doorman[en]

 Бразилія
- Військово-повітряні сили Бразилії
  - морські патрульні літаки P-3AM

 Велика Британія
- Королівський військово-морський флот Великої Британії
  - фрегати типу 23'' (відомі ще як фрегати класу Duke)
  - есмінці типу 45 (відомі ще як есмінці класу D, або Daring)

 Греція
- Військово-морські сили Греції
  - фрегати класу Elli
  - фрегати класу Hydra[en]
  - дизель-електричні субмарини класу Glafkos та Poseidon (обоє належать до субмарин типу 209 серії 1100 та 1200 відповідно)
  - дизель-електричні субмарини класу Papanikolis (варіант субмарини тип 214 для Греції)

 Данія
- Королівський данський військово-морський флот
  - фрегати класу Iver Huitfeldt
  - кораблі підтримки та управління класу Absalon

 Єгипет
- Військово-повітряні сили Єгипту[en]
  - багатоцільові винищувачі F-16 Fighting Falcon
- Військово-морські сили Єгипту[en]
  - ракетні катери класу Ambassador MK III[en]
  - ракетні катери класу Тигр[en]
  - корвети класу Descubierta[en]
  - фрегати класу Knox[en]
  - фрегати класу Oliver Hazard Perry
  - дизель-електричні субмарини проєкту 633

 Ізраїль
- Військово-повітряні сили Ізраїлю
  - багатоцільові винищувачі F-16 Fighting Falcon
- Військово-морські сили Ізраїлю
  - ракетні катери класу Саар-4[en]
  - ракетні катери класу Саар-4.5[en]
  - корвети класу Саар-5

 Індія
- Військово-повітряні сили Індії
  - винищувачі-бомбардувальники Jaguar
- Військово-морські сили Індії
  - багатоцільові морські патрульні літаки Boeing P-8I Neptune

 Іран
- Військово-морські сили Ісламської Республіки Іран

 Іспанія
- Військово-повітряні сили Іспанії
  - морські патрульні літаки P-3 Orion
- Військово-морські сили Іспанії
  - фрегати класу Álvaro de Bazán
  - фрегати класуSanta María[en]

 Канада
- Військово-повітряні сили Канади
  - морські патрульні літаки CP-140 Aurora[en]
  - винищувачі-бомбардирувальники CF-18 Hornet
- Королівський військово-морський флот Канади
  - фрегати класу Halifax

 Малайзія
- Королівські військо-повітряні сили Малайзії[en]
  - винищувачі-бомбардувальники F/A-18D Hornet

 Нідерланди
- Королівські військово-морські сили Нідерландів
  - фрегати класу Karel Doorman[en]
  - фрегати класу De Zeven Provinciën

 Німеччина
- Військово-морські сили Німеччини
  - фрегати класу Bremen[en]
  - фрегати класу Бранденбург
  - фрегати класу Саксонія

 ОАЕ
- Військово-повітряні сили ОАЕ[en]
  - багатоцільові винищувачі F-16E/F Desert Falcon

 Пакистан
- Військово-морські сили Пакистану
  - морські патрульні літаки P-3C Orion
  - фрегат F-260 PNS Alamgir[en] (належать до американських фрегатів класу Oliver Hazard Perry)
  - есмінці класу Tariq[en] (колишні британські фрегати типу 21[en])

 Південна Корея
- Військово-Повітряні сили Республіки Корея
  - багатоцільові винищувачі F-15K Slam Eagle
  - багатоцільові винищувачі KF-16
- Військово-морські сили Республіки Корея
  - дизель-електричні субмарини класу Chang Bogo[en]
  - дизель-електричні субмарини класу Son Wonil[d] (субмарини типу 214, які будуються по ліцензії в Південній Кореї)
  - корвети класу Pohang[en]
  - фрегати класу Ulsan[en]
  - есмінці класу Chungmugong Yi Sun-sin[en]
  - есмінці класу Gwanggaeto the Great[en]

 Польща
- Військово-морські сили Польщі
  - фрегати класу Oliver Hazard Perry

 Португалія
- Військово-морські сили Португалії
  - фрегати класу Бартоломео Діаш (португальська назва нідерландських фрегатів класу Karel Doorman[en])
  - фрегати класу Васко да Гама[en]

 Саудівська Аравія
- Королівські військово-повітряні сили Саудівської Аравії
  - багатоцільові винищувачі F-15SA
- Королівські військово-морські сили Саудівської Аравії[en]
  - корвети класу Бадр[en]

 Сінгапур
- Військово-повітряні сили Республіки Сингапур[en]
  - морські патрульні літаки Fokker 50
- Військово-морські сили Республіки Сингапур
  - фрегати класу Formidable[en]
  - корвети класу Victory[en]

 США
- Військово-повітряні сили США
  - багатоцільові винищувачі F-16 Fighting Falcon
  - стратегічні бомбардувальники B-52 Stratofortress
- Військово-морські сили США
  - винищувачі-бомбардувальники F/A-18 Hornet
  - винищувачі-бомбардувальники F/A-18F Super Hornet
  - морські патрульні літаки AP-3C Orion
  - багатоцільові морські патрульні літаки Boeing P-8 Neptune
  - фрегати класу Oliver Hazard Perry
  - есмінці класу Arleigh Burke
  - ракетні крейсери класу Ticonderoga
  - багатоцільові атомні субмарини класу Лос-Анджелес
  - багатоцільові атомні субмарини класу Seawolf
  - багатоцільові атомні субмарини класу Вірджинія

 Україна
- Військово-морські сили України
  - Комплекси берегового базування

 Тайвань
- Військово-повітряні сили Республіки Китай
  - багатоцільові винищувачі F-16A/B Block 20
- Військово-морські сили Республіки Китай
  - есмінці класу Kee Lung
  - фрегати класу Chi Yang

 Таїланд
- Королівський військово-морський флот Таїланду
  - фрегати класу Oliver Hazard Perry
  - фрегати класу Knox[en]
  - фрегати класу Naresuan[en]
  - есмінці класу Gwanggaeto the Great[en]

 Туреччина
- Військово-повітряні сили Туреччини
  - багатоцільові винищувачі F-16 Fighting Falcon
- Військово-морські сили Туреччини
  - корвети класу Ada[en]
  - фрегати класу G[en]
  - фрегати класу Barbaros[en]
  - фрегати класу Yavuz[en]
  - дизель-електричні субмарини типу 209/1400

 Чилі
- Військово-морські сили Чилі
  - морські патрульні літаки P-3ACh Orion
  - фрегат Almirante Williams (належить до британських фрегатів типу 22[en])
  - фрегати типу 23
  - фрегати класу Karel Doorman[en]
  - фрегати класу Jacob van Heemskerck[en]

 Японія
- Морські Сили Самооборони Японії
  - морські патрульні літаки P-3 Orion
  - морські патрульні літаки Kawasaki P-1[en]
  - ескортні есмінці (фрегати) класу Abukuma[en]
  - есмінці класу Hatsuyuki[en]
  - есмінці класу Asagiri[en]
  - есмінці класу Hatakaze[en]
  - есмінці класу Kongō
  - есмінці класу Atago[en]
  - дизель-електричні субмарини Oyashio[en]
  - дизель-електричні субмарини Sōryū[en]

### Данія
Королівські ВМС Данії використовують ПКР Harpoon як ударну озброєння своїх кораблів з 1977 року. Також данський флот у складі берегової артилерії мав на озброєнні дві батареї цієї системи протягом 1988—2003 років.
До складу батареї входили дві пускові установки (кожна із чотирма контейнерами).
Відомо також, що Данія укладала контракт з компанією Boeing на оновлення своїх «гарпунів» до версії Block II. Від попередніх версій відрізняється, насамперед, можливістю атакувати як морські, так і наземні цілі.
Це стало можливим завдяки оснащенню ракети системою JDAM (Joint Direct Attack Munition), новим бортовим комп'ютером та супутнико-інерціальною системою навігації GPS/INS.
За даними Military Balance данські збройні сили мають у своєму розпорядженні RGM-84L Harpoon Block II, який має дальність пуску у 124 км (за іншими даними — 280 км) та може працювати в умовах узбережжя.

### Україна
За даними видання «Дзеркало тижня» ще в 2020 році Україна звернулась до Сполучених Штатів із запитом на придбання ракет «Гарпун» разом з береговими ракетними комплексами.
За результатами зустрічі Контактної групи з оборони України (див. зустріч у Рамштайні) від 23 травня 2022 року Данія зобов'язалася надіслати Україні протикорабельні ракетні комплекси Harpoon.
За повідомленням міністра оборони України на початку червня 2022 року, отримані від Данії берегові ракетні комплекси уже заступили на бойове чергування.
Не відомо, яку саме версію ракети буде передавати Данія. За даними Military Balance данські збройні сили мають у своєму розпорядженні RGM-84L Harpoon Block 2, який має дальність пуску у 124 км та може працювати в умовах узбережжя.
Крім того, Велика Британія та Нідерланди також зголосились передати ракети Україні. Відомо, що в них на озброєнні знаходяться ракети RGM-84D Harpoon Block 1C та RGM-84C Harpoon Block 1B відповідно.
16 червня 2022 року Сполучені Штати оголосили про виділення чергового пакету матеріальної допомоги Україні на суму близько 1 млрд доларів. До нього увійшли, серед іншого, два берегових комплекси з ракетами «Гарпун». Це будуть нові системи на колісному шасі, яких нема на озброєнні американських військових. Нова платформа була створена американським ОПК на замовлення Пентагону. Ракети для цього комплексу будуть надані європейськими країнами.

## Загальні характеристики

Випробувальний запуск Harpoon Block II з борту есмінця USS Thorn (DD-988).

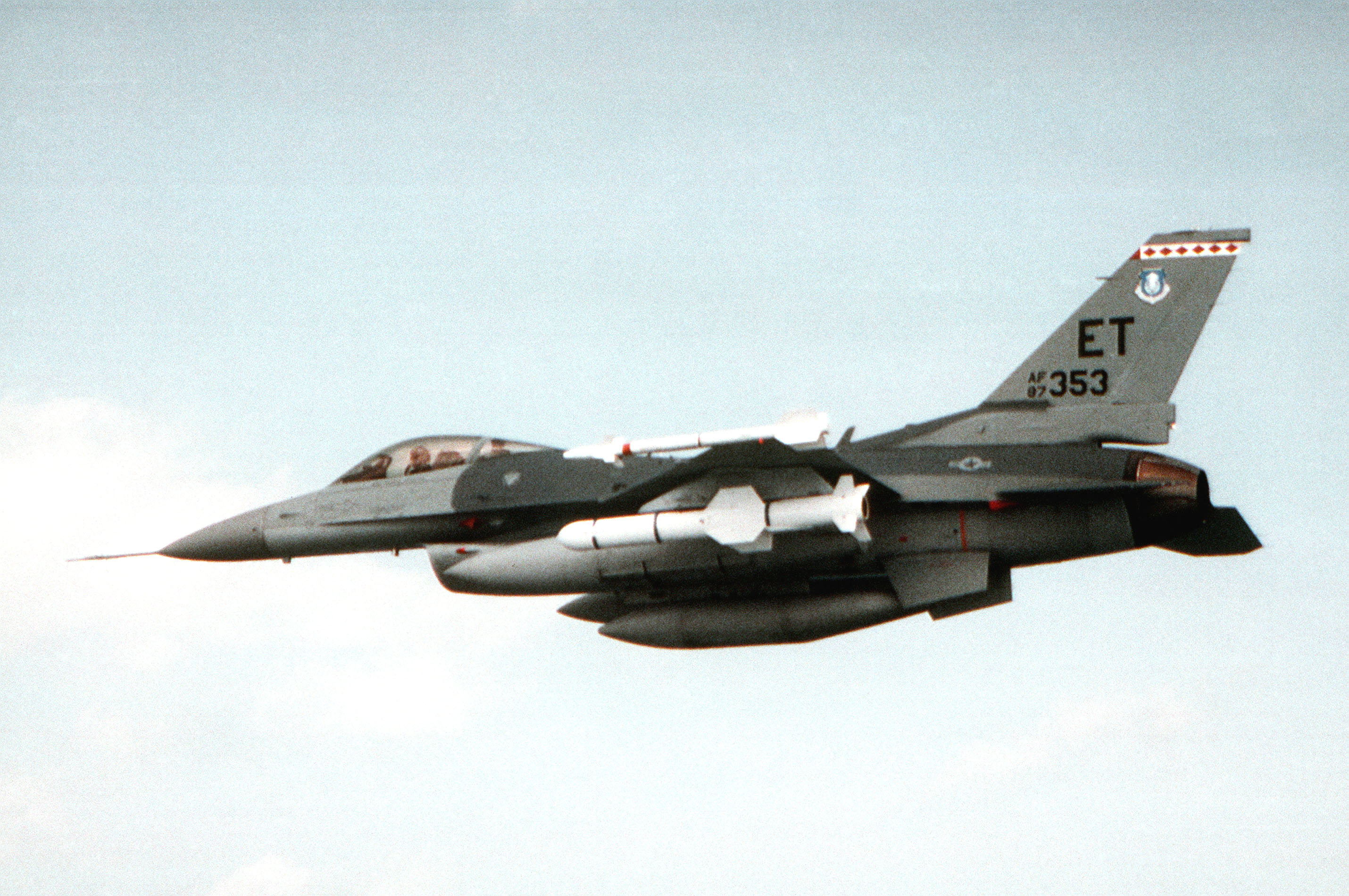
F-16 з ПКР AGM-84 Harpoon в польоті. (1.05.1992)

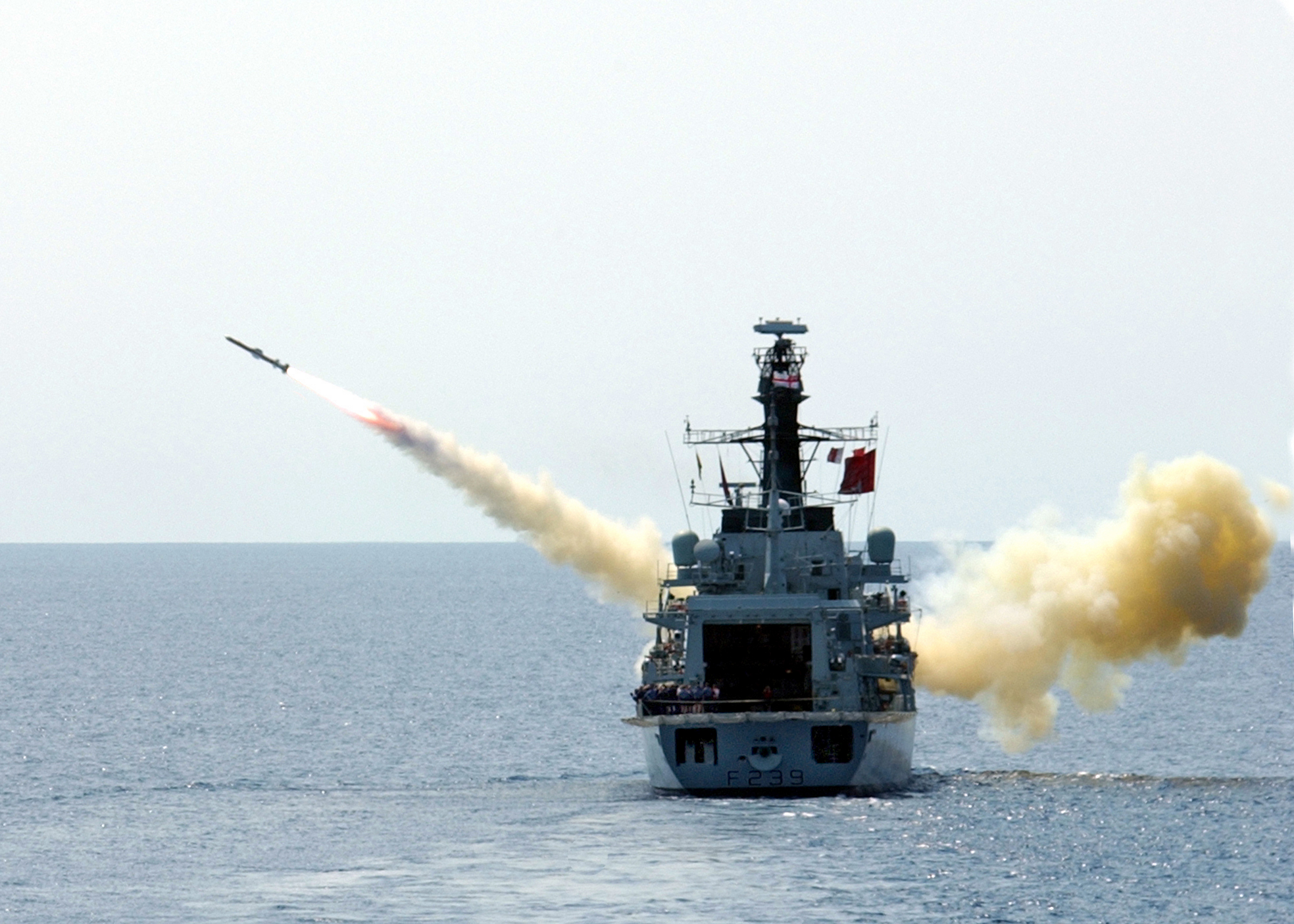
Пуск AGM-84A «Harpoon» з борту британського фрегата HMS Richmond (F239) під час американо-британських військових навчань в Атлантичному океані. (11.06.2002)

Джерело даних: «Harpoon Block II», «AGM-84 Harpoon», «AGM/RGM/UGM-84 Harpoon»
- Призначення: протикорабельна ракета
- Розробник: The McDonnell Douglas Astronautic Company — East
- Силова установка: турбореактивний двигун Teledyne CAE J402[en] з тягою 300 кгс (2,9 кН). На ракетах RGM/UGM-84 використовується стартовий твердопаливний прискорювач A/B44G-2 або -3, який забезпечує тягу 53 кН працюючи протягом 2,9 секунди.
- Довжина:
  - AGM-84: 3,8 м
  - RGM/UGM-84: 4,6 м
- Вага:
  - AGM-84: 519 кг
  - RGM/UGM-84: 628 кг
- Діаметр: 340 мм
- Розмах крил: 914 мм
- Максимальна висота польоту: 915 м
- Дальність польоту:
  - AGM-84D (Block 1C): 220 км
  - RGM/UGM-84D (Block 1C): 140 км
  - AGM-84E (Block 1E): 93 км
  - AGM-84F (Block 1D): 315 км
  - RGM-84F (Block 1D): 278 км
  - RGM/AGM-84L (Block 2): 278 км
  - AGM-84H/K (Block 1G / Block 1J): 280 км
- Швидкість польоту: 855 км/год
- Системи наведення: радіолокаційна головка самонаведення
- Боєголовка: WDU-18/B проникного типу, вагою 222 кг
- Вартість: $1 406 812 — Harpoon Block II, станом на 2020 фінансовий рік
- Дата прийняття на озброєння:
  - корабельний варіант (RGM-84A): 1977
  - авіаційний варіант (AGM-84A): 1979
  - варіант для субмарин(UGM-84A): 1981
  - SLAM (AGM-84E): 1990
  - SLAM-ER (AGM-84H): 1998 (поставки); 2000 (досягнення експлуатаційної готовності)
  - SLAM-ER ATA (AGM-84K): 2002 (досягнення експлуатаційної готовності)